# (23681) Prabhu
Pour les articles homonymes, voir Prabhu.
(23681) Prabhu est un astéroïde de la ceinture principale.

## Description
(23681) Prabhu est un astéroïde de la ceinture principale. Il fut découvert le 6 avril 1997 à Socorro (Nouveau-Mexique) par le projet LINEAR. Il présente une orbite caractérisée par un demi-grand axe de 2,67 UA, une excentricité de 0,04 et une inclinaison de 3,7° par rapport à l'écliptique.

## Compléments